# スタインウェイ・トンネル
スタインウェイ・トンネル (Steinway Tunnel) はイースト川を貫きニューヨーク市マンハッタン区42丁目 - クイーンズ区ロングアイランドシティ51番街間を結ぶニューヨーク市地下鉄IRTフラッシング線の鉄道トンネルである。7系統と<7>系統が通過している。トンネルは元々グランド・セントラル駅 - ハンターズ・ポイント・アベニュー駅間を結ぶ都市間電気鉄道の一部として建設されたため車両限界が狭くなっている。トンネルの名前はトンネルの建設の主要な推進者であったが完成前の1896年に亡くなったウィリアム・スタインウェイにちなんで名付けられた。

## 初期作業
イースト川の下に鉄道トンネルを掘る最初の計画は1885年まで遡る。2月22日にイースト川トンネル鉄道 (East River Tunnel Railroad Company) が設立された。この会社の目的はクイーンズ区のロングアイランド鉄道 (LIRR) 本線とマンハッタン区のニューヨーク・セントラル・アンド・ハドソン・リバー鉄道線の線路を結ぶことであった。当時、ニューヨーク市内での区と区の間の移動はそのほとんどが陸上交通手段の無い川で妨げられており、フェリーもまた大量の人員の輸送に適さず定期運行も実施されていなかったため実用的では無かった。またクイーンズボロ橋の建設計画も停滞していた。しかし、結局イースト川トンネル鉄道は一切手付かずのまま消滅してしまった。1887年7月22日、ウォルター・スミス・ガーニーとマルコム・W・ニーヴンがニューヨーク・アンド・ロングアイランド鉄道を設立し、まもなくイースト川を横断するトンネルの計画が始められた。
トンネルはマンハッタン区近郊のハドソン川ドックのニューヨーク市側から始まり、そこからグランド・セントラル駅まで42丁目の下を東へ直進し、イースト川を潜る。クイーンズ区に入ると5番街（現：49番街）と4番街（現：50番街）の間に出てジャクソン・アベニューの地下を通過、最後にトムソン・アベニューを通ってハンターズポイント・アベニュー駅にてLIRR本線と接続する計画であった。長さ5.6マイル（9.0キロメートル）のトンネルの総工費は1,170,000ドルとなる見込みであった。しかし、この費用は会社の財務能力を遥かに上回る数値であった。このため1891年7月、世界的ピアノメーカースタインウェイ・アンド・サンズのウィリアム・スタインウェイがトンネル建設資金の調達を開始した。アストリア地区においてスタインウェイは工場のほか多くの不動産資産を取得した。結果彼はニューヨーク・アンド・ロングアイランド鉄道の筆頭株主になり、会社の新しい会長となった。スタインウェイはトンネルの開通によって近隣地域の自分の不動産の価値が上がると考え、トンネルは電化すべきであると助言した。
トンネルのルートは1890年にマンハッタン区内、1891年にクイーンズ区内が確定した。その後1892年6月7日にNY&LIRRプロジェクトとして建設が始まった。しかし、このプロジェクトは開始後まもなく多くのトラブルに見舞われた。トンネルの建設位置は複雑な地層の川の直下を通っているため水が噴発したりトンネル内に流入したりといった水に関するトラブルが特に多く起こった。1892年12月28日、5人が死亡する爆発事故が起きた。当時、バーノン・アベニューとジャクソン・アベニュー、50丁目の交差点に深さ85フィート（26メートル）のシャフトが掘られ、発破のためのダイナマイトを加熱中であったが、突如ダイナマイトが爆発。5人が死亡、12人が負傷し、周辺の多数の家屋が多大な損傷を受けた。この事故の高い補償請求により、会社は財政的に破綻してしまった。1893年には株式市場が暴落したため追加資金の調達に失敗した。この結果建設作業は中止された。また、投資家も事故の発生により工事の危険性を懸念したため資金提供を拒否した。スタインウェイが1896年に亡くなるまでの間に建設を再開しようとする動きが時折あった。

## IRTによる建設

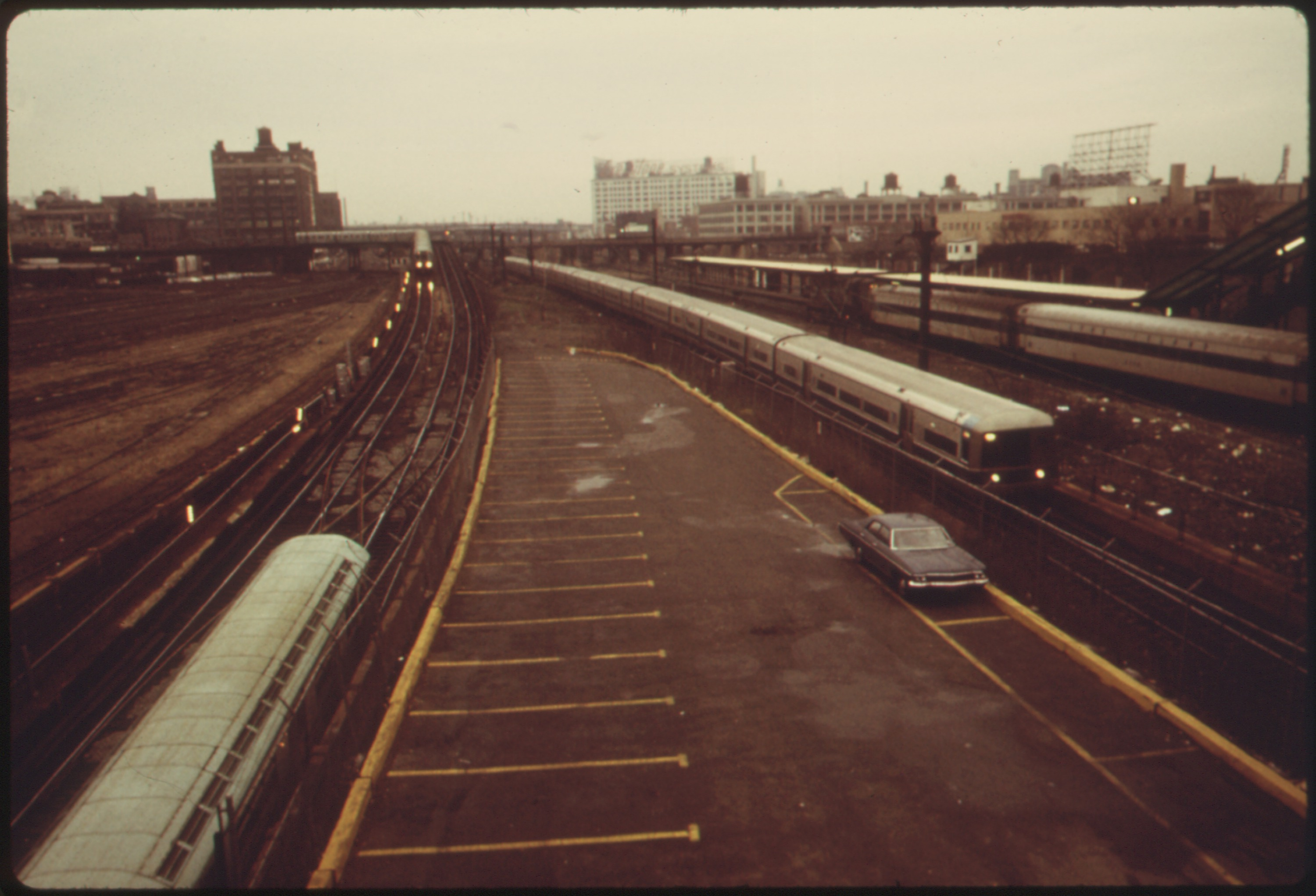
スタインウェイ・トンネルのクイーンズ側坑口が左側に、イースト川トンネル坑口が右側にある。

1899年8月、オーガスト・ベルモント・ジュニア率いるインターボロー・ラピッド・トランジット (IRT) がニューヨーク最初の地下鉄の建設と運営、そしてマンハッタン区内の高架鉄道の買収を行い市内の高速輸送鉄道を独占した。1902年2月、IRTはニューヨーク・アンド・ロングアイランド鉄道とニューヨーク・アンド・クイーンズ・カウンティ鉄道を買収した。
IRTはトンネルの建設計画および調査を一から始めた。イースト川を通過する新しい地下線のトラム路線のトンネルとしての建設となり、路線はマンハッタン区の42丁目とパーク・アベニューの交差点を曲がりイースト川を潜ってクイーンズ区のバーノン・ブールバードへ出て、ニューヨーク・アンド・クイーンズ・カウンティ鉄道と接続する計画であった。路線にはマンハッタン区にレキシントン・アベニュー駅、クイーンズ区にバーノン・ブールバード-ジャクソン・アベニュー駅・ヴァン・アルスト・アベニュー駅の計3駅が建設されることになった。総工費は8,000,000ドルと見積もられた。しかし、市はこのトンネル建設計画に何度も反対し、数回の事故の後に建設をほとんど中止させた。
トンネルの4つのシャフトは西側から順に1 - 4の番号が与えられた。1905年7月14日に最初のシャフトとなるクイーンズ区の4番シャフトが底面まで掘り下げられ、トンネルの建設が開始された。9月1日までにマンハッタン区の2番シャフトも掘り下げられた。3番シャフトは花崗岩が僅かに露頭していた場所を拡張して人工島としたベルモント島に作られた。トンネルは1907年5月16日に貫通し、施工開始から26ヶ月後のトンネルは1907年9月24日に内部の整備が終了し開通した。
トンネルの開通により50本の路面電車の運転が可能になった。車両は両端に片開ドアがある長さ42フィート5インチ (12.93メートル)、幅8フィート11インチ (2.72メートル) の全鋼製車両であった。電気は天井に吊り下げられた鉄製のレールに流れており、車両に付けられた高さ11+3⁄8インチ（290ミリメートル）のパンタグラフから取り入れられた。また、乗入先の併用軌道区間での運転も行うためトロリーポールも付けられていた。
開通後、試運転列車の運行が行われたがベルモントはトランジット路線を運営するための占有権を有していなかった。トンネルを運営するための免許は1907年1月1日に失効しており、ニューヨーク市はこの免許の更新を行おうとはしなかった。市は私営の地下鉄を容認せず、IRTがトンネル内を路面電車として運行することを法的に禁止した。このためこの後5年間路面電車の運行は行われず、1913年にデュアル・コントラクトにて建設される新しい地下鉄フラッシング線の一部としてトンネルが使用されることになり、ベルモントは市にトンネルを売却した。

## 地下鉄

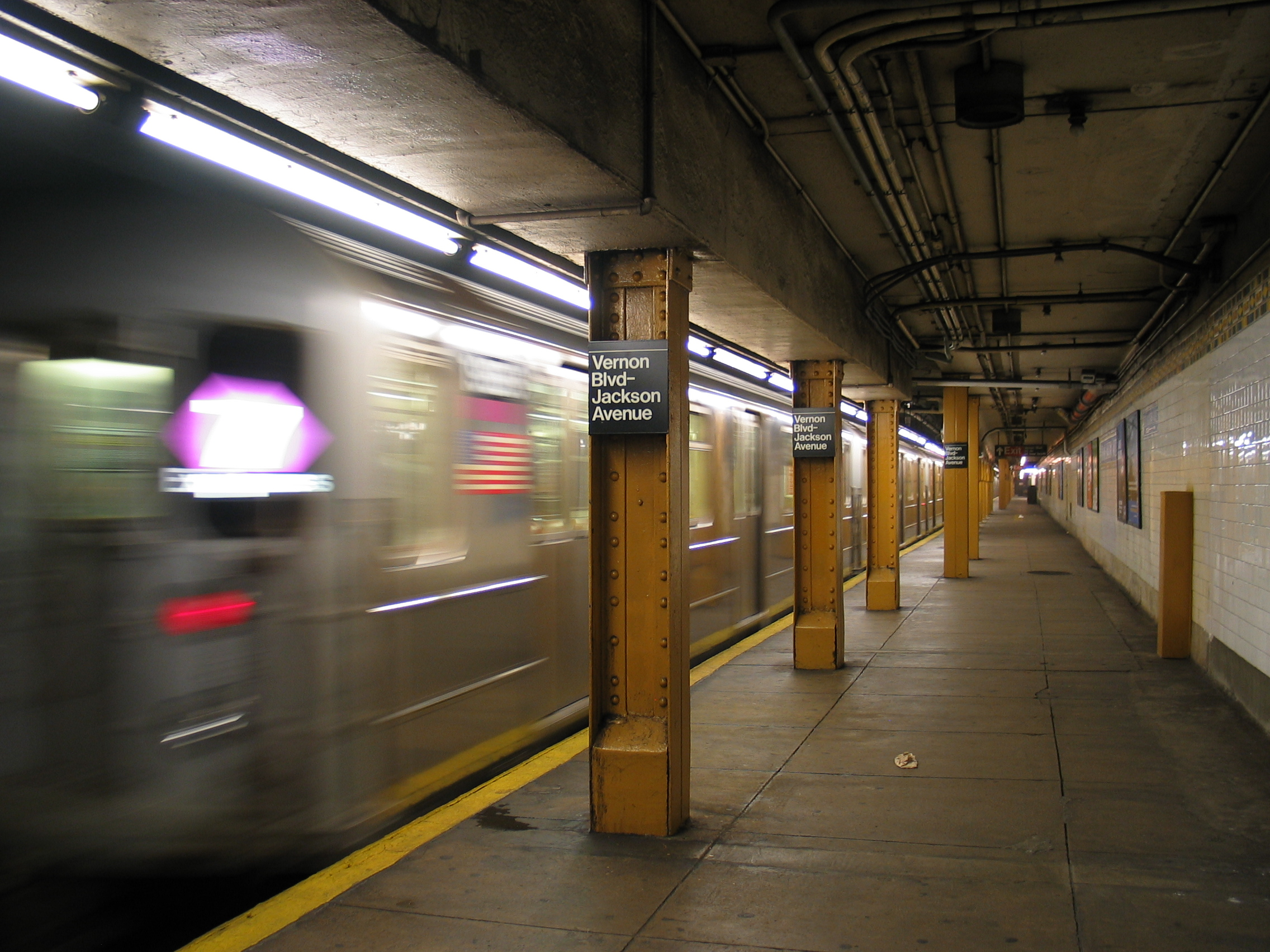
初期のスタインウェイ・トンネル計画で開業が予定された3駅の内の1駅であるバーノン・ブールバード-ジャクソン・アベニュー駅

IRTの計画では路面電車をトンネルに通す予定であったが、これは通常の地下鉄列車の運行に変更された。地下鉄列車の運行にあたってトンネルを測定したところ、サードレールを設置するための僅かな拡張のみで済むことが分かった。また、両端にあったループ線は半径が10メートル、路面電車線への連絡線は60‰の急勾配であったためループ線・連絡線ともに地下鉄車両での使用はできなかった。路盤および線路の取り替えは必要なかったが、トンネル内の集合ダクトは交換された。駅のホームの拡張は容易にでき、トンネルの幅は既存のIRT地下鉄車両に対応していた。
1913年に改修工事が始まり、1914年に地下鉄車両に対応するようになった。グランド・セントラル駅 - バーノン・ブールバード駅（現：バーノン・ブールバード-ジャクソン・アベニュー駅）間の最初の試運転列車が1915年6月13日に運行され、6月22日から定期シャトル便の運行が開始された。計画されていた地下鉄路線はクイーンズ区側トンネル終端よりフラッシング地区へ向けて延伸することになっていた。IRTはこの路線を運営し、クイーンズボロ・プラザ駅以東はブルックリン・ラピッド・トランジット（BRT、後のブルックリン・マンハッタン・トランジット (BMT)）と路線を共用する予定であった。
建設工事は予定されたルートに沿って進められ、1916年2月15日にハンターズ・ポイント・アベニュー駅が開業した。ハンターズ・ポイント・アベニュー駅より先は地上へ出て高架線となり、同年11月5日にクイーンズボロ・プラザ駅まで延伸された。なお、路線は建設時の経緯から他のIRT路線との接続が無く、1928年までは暫定的にトンネルへのランプで車両のメンテナンスが行われていた。1922年にトンネル西側へも延伸工事が始まり、1926年3月23日に5番街駅、1927年3月14日にタイムズ・スクエア駅まで延伸された。なお、路面電車時代のループ線は延伸工事の際に撤去されているがマンハッタン区側ループ線の天井の給電用レールは残されている。フラッシング線はフラッシング-メイン・ストリート駅の開業した1928年1月21日に全線開通した。
クイーンズ区側のトンネルの勾配は40‰とIRTの他路線と比べるとかなり急で、スタインウェイ・トンネル通過のために特別車両を作る必要があった。スタインウェイ・トンネル対応の車両は既存のIRTの地下鉄車両と寸法などは共通していたが、ギアボックスのみ急勾配に対応させるために変更されていた。当初は12両が使用されていたが、路線の延伸により更に126両が追加された。1939年のニューヨーク万国博覧会の際に投入された50両の万博対応車両はスタインウェイ・トンネル対応車両と同じギアボックスを使用していた。1948年にR12電車とR14電車が登場し通常の地下鉄車両でも勾配を通過できるようになったため特別車両での運行の必要性が無くなった。また、同年にBMTはクイーンズボロ・プラザ駅以東への乗り入れを廃止し、フラッシング線はIRTの単独運行となった。